# St. Gertrud (Düsseldorf-Eller)

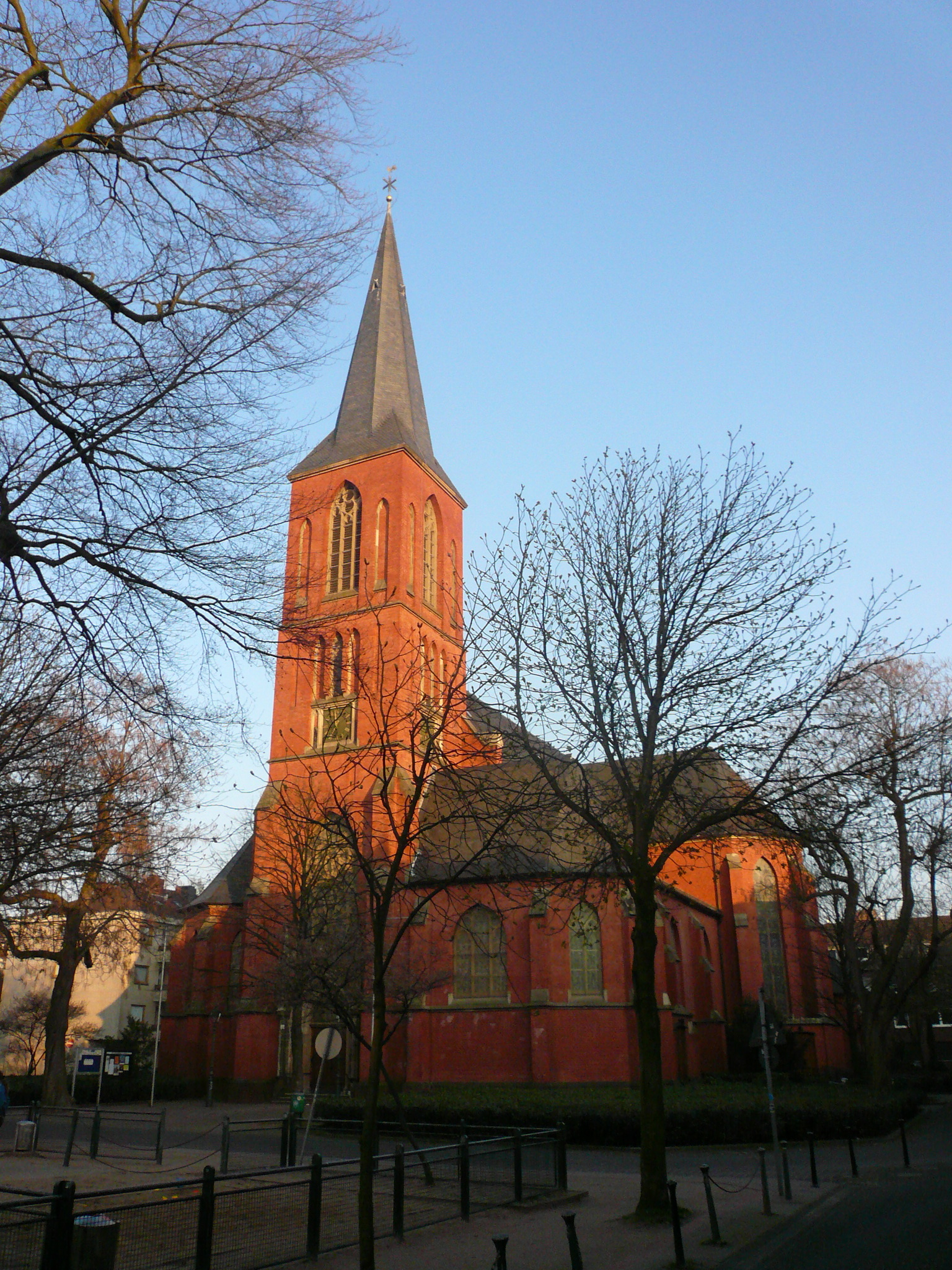
St.-Gertrudis-Kirche

Die katholische Pfarrkirche St. Gertrud (ursprünglich St. Gertrudis) im Düsseldorfer Stadtteil Eller ist ein neugotischer Kirchenbau. Der am Gertrudisplatz gelegenen Kirche gingen drei Gotteshäuser an anderen Standorten voraus. Die gleichnamige Pfarrgemeinde wurde 1624 gegründet und gehört heute zu der seit 2000 bestehenden Pfarreiengemeinschaft Eller-Lierenfeld.

## Baugeschichte

### Erste Burgkapelle
Die erste Kirche in Eller befand sich in der Burg Eller. Das genaue Alter dieser der heiligen Gertrud von Nivelles geweihten Burgkapelle ist nicht bekannt. Die Kapelle dürfte aber zusammen mit der ersten Burg der Herren von Elnere, die seit 1151 als einflussreiches und begütertes Rittergeschlecht genannt wurden, als Filialkirche des Stiftes Gerresheim erbaut worden sein. Erstmals erwähnt wird sie in einer Kölner Prozessakte von 1230, die eine Auseinandersetzung zwischen dem Kaplan der Kapelle in Eller und dem Subdekan des Kölner Doms bezeugt, in dem die Kapelle mit dem Interdikt belegt wurde. Die erste Nennung des Altares in der Burgkapelle ist aus dem Jahr 1368 überliefert.

### Zweite Burgkapelle
Nach 1469 wurde beim Neubau der Wasserburg die Kapelle in die Vorburg verlegt und 1829 nach Fertigstellung einer größeren Kirche außerhalb des Schlossgeländes abgerissen. Ein 1950 von der örtlichen Kolpingfamilie gestifteter Gedenkstein befindet sich heute an dem früheren Standort der Kapelle vor dem Schloss.

### Klassizistische Saalkirche
Zu Beginn des 19. Jahrhunderts, als Eller die Zahl von 800 Einwohnern erreicht hatte, war der längst überfällige Neubau einer Dorfkirche unaufschiebbar geworden. Erste diesbezügliche Korrespondenzen mit den Behörden des damaligen Großherzogtums Berg stammen aus dem Jahr 1813. Nachdem dann 1826 die alte Wasserburg abgetragen und durch ein klassizistisches Herrenhaus ersetzt worden war, wurde der Bau einer größeren Pfarrkirche außerhalb des Schlossgeländes schließlich unumgänglich, da sich die alte Burgkapelle nun im Bereich des neuen Gartenparterres befand. Die Bauaufsicht für die neue Dorfkirche wurde der von Adolph von Vagedes geleiteten Abteilung der Düsseldorfer Regierung übertragen; die Entwurfspläne für die neue Kirche erstellte der Vagedes untergebene Landbauinspektor Anton Walger. Da der von Baumeister Walger gemachte Entwurf zu aufwändig war, wurde Karl Friedrich Schinkel als Leiter der preußischen Oberbaudeputation aufgefordert, der Düsseldorfer Regierung einen kostengünstigeren Vorschlag zu machen. In einem Gutachten vom 3. Mai 1827 erläuterte Schinkel seinen Entwurf einer Saalkirche mit Rundbogenfenstern und einem Turm an einer Schmalseite und schlug als Fassadenmaterial den am Niederrhein heimischen Backstein vor. Diese klassizistische Kirche im Typus der sogenannten Normalkirche Schinkels wurde von 1827 bis 1829 an der Ecke Gumbertstraße/Ellerkirchstraße errichtet und im Mai 1829 geweiht. Auch der Friedhof Eller wurde 1831 von Burgnähe an die Ellerkirchstraße verlegt. Doch auch die neue Schinkelsche Pfarrkirche war nach einigen Jahrzehnten wieder zu klein geworden und wurde nach der Weihe der neuen Kirche am Gertrudisplatz im Jahr 1901 wieder abgerissen. Der Name Ellerkirchstraße und eine Gedenktafel am gründerzeitlichen Mietshaus Gumbertstraße 185 erinnern noch an den einstigen Standort der dritten Kirche in Eller.

### Neugotische Pseudobasilika
Die jetzige katholische Pfarrkirche ist der vierte Kirchenbau in der Geschichte Ellers. Sie wurde auf freiem Feld am heutigen Gertrudisplatz, dem seinerzeit neu angelegten Kaiser-Wilhelm-Platz, nach Plänen des Architekten Wilhelm Sültenfuß, mit dem schon vor 1896 erste Verhandlungen über einen Kirchneubau aufgenommen worden waren, als dreischiffige neogotische Pseudobasilika aus Backstein mit Portalturm errichtet und am 17. März 1901 durch den damaligen Kölner Weihbischof und späteren Kardinal und Erzbischof Anton Fischer geweiht. Etwa zeitgleich wurden im selben Stil der Backstein-Neugotik das unmittelbar hinter der Kirche gelegene St. Gertrudiskloster der Katharinenschwestern an der Ecke Gertrudisstraße und 1904 das ein wenig weiter entfernt liegende Pfarrhaus auf dem Grundstück Alt-Eller 31 errichtet. Das Gertrudiskloster wurde um 1970 aufgegeben und abgebrochen und an seiner Stelle das 1972 eröffnete katholische Pfarrzentrum aus Sichtbeton erbaut.
Die Ausmalung der neuen Kirche erfolgte erst in den Jahren 1934/35. Im Zweiten Weltkrieg wurde St. Gertrud bei einem Luftangriff 1943 schwer beschädigt. Der Turm brannte aus und der Turmhelm stürzte auf das Kirchenschiff und zerstörte zwei Gewölbejoche. 1948 war die Kirche soweit wiederhergestellt, dass sie wieder genutzt werden konnte. Die Reparaturen waren allerdings nur notdürftig. Vollständig restauriert wurde die Gertrudiskirche mit der Wiedererrichtung des Turmhelms zwischen 1974 und 1980. Während dieser Zeit wurde die Heilige Messe im Pfarrsaal des Pfarrzentrums gefeiert.

### Orgel
Die Orgel wurde 1935 von dem Orgelbauer Johannes Klais (Bonn) erbaut und 1999 von der Orgelbaufirma Weimbs reorganisiert. Das Schleifladen-Instrument hatte bis 2021 insgesamt 22 Register auf zwei Manualwerken und Pedal; der Spieltisch war dreimanualig angelegt, das erste Manual diente als Koppelmanual.
Im Zuge der Sanierung von St. Gertrud wurde die Orgel in den Jahren 2022 und 2023 von Orgelbau Weimbs umfassend saniert, reorganisiert und insbesondere um ein neues Schwellwerk erweitert, welches im Turmraum lokalisiert ist. Zudem wurde der Orgelprospekt neu gestaltet.
Das Instrument hat jetzt 78 Register auf drei Manualwerken und Pedal, darunter etliche Extensionen und Transmissionen aus dem neuen Schwellwerk, dessen Register auf Einzeltonladen stehen. Die Spiel- und Registertrakturen sind elektrisch.
| II Hauptwerk C–g3 |             |       |
| 1.                | Quintade    | 16′   |
| 2.                | Principal   | 8′    |
| 3.                | Rohrflöte   | 8′    |
| 4.                | Octave      | 4′    |
| 5.                | Quinte      | 2 ⁄3′ |
| 6.                | Superoctave | 2′    |
| 7.                | Mixtur IV   | 1 ⁄3' |
| 8.                | Trompete    | 8′    |

| III Schwellwerk C–g3 |                 |    |
| 9.                   | Hohlflöte       | 8′ |
| 10.                  | Salicional      | 8′ |
| 11.                  | Prinzipal       | 4′ |
| 12.                  | Holzflöte       | 4′ |
| 13.                  | Flöte           | 2′ |
| 14.                  | Sesquialtera II |    |
| 15.                  | Scharff IV      | 1′ |
| 16.                  | Oboe            | 8′ |
|                      | Tremulant       |    |

| Pedal C–f1 |            |     |
| 17.        | Subbass    | 16′ |
| 18.        | Octavbass  | 8′  |
| 19.        | Gemshorn   | 8′  |
| 20.        | Choralbass | 4′  |
| 21.        | Posaune    | 16′ |
| 22.        | Trompete   | 8′  |

## Glocken
In den Jahren 1911 und 1953 goss die Glockengießerei Otto in Bremen-Hemelingen für die Kirche vier Bronzeglocken für die Kirche in Eller. Das Geläut von St. Gertrud beinhaltet drei historische OTTO-Glocken aus dem Jahr 1911, deren Klangaufbau den OTTO-Glocken des Kölner Domes ähneln, die im gleichen Jahr gegossen wurden.
| Nr. | Patron           | Gussjahr | Gießer                             | Nominal |
| --- | ---------------- | -------- | ---------------------------------- | ------- |
| 1   | Joseph           | 1911     | Otto, Bremen - Hemelingen          | d1 −2   |
| 2   | Maria            | 1911     | Otto, Bremen - Hemelingen          | e1 −3   |
| 3   | Petrus           | 1911     | Otto, Bremen - Hemelingen          | fis1 −2 |
| 4   | Gertrudis        | 1953     | Otto, Bremen - Hemelingen          | g1 −5   |
| 5   | Johannes Paul II | 2014     | Bruder Michael Reuter, Maria Laach | a1      |
| 6   | NS-Märtyrer      | 2019     | Fa. Schmitt, Brockscheid           | h1      |

## Pfarrgeschichte
1624 wurde Eller der Jurisdiktion des Gerresheimer Stiftes entzogen und es entstand die selbständige Pfarrei St. Gertrudis. Die Burgkapelle wurde die Pfarrkirche und der Schlossgeistliche der Pfarrer dieser neuen Kirchengemeinde.

### Filialkirchen
Erst wurde 1932 mit St. Augustinus eine kleine Holzkirche im Südosten Ellers östlich des Schlossparks errichtet. Sie blieb aber nicht lange Filialkirche von St. Gertrudis, denn bereits drei Jahre später wurde sie von einem Rektor geleitet und 1955 ihr Einzugsgebiet zur Rektoratspfarrei erhoben.
Nach dem Zweiten Weltkrieg war die Gemeinde insbesondere im Südwesten Ellers stark angewachsenen. Deshalb wurde von 1972 bis 1974 dort die Filialkirche St. Hedwig errichtet, die aber bereits 1996 wieder aufgegeben, 2006 profaniert und anschließend in ein Seniorenheim umgebaut wurde.

### Pfarreiengemeinschaft
Der Erzbischof von Köln, Joachim Kardinal Meisner, hat im Zuge der diözesanen Umstrukturierung mit Wirkung zum 19. April 2000 den Pfarrverband Eller-Lierenfeld mit den drei Gemeinden St. Gertrud in Eller, St. Augustinus in Eller und St. Michael in Lierenfeld mit Sitz des Pastoralbüros im Pfarrhaus von St. Gertrud errichtet. Er umfasst im Wesentlichen das Gebiet der Düsseldorfer Stadtteile Eller und Lierenfeld. Im Jahr 2005 wurde aus dem Pfarrverband die Pfarreiengemeinschaft Eller-Lierenfeld, der etwa 12.000 Katholiken angehören. St. Gertrud ist mit Abstand die größte und älteste der drei Pfarrgemeinden und Kirchen, während die Pfarreien St. Augustinus und St. Michael erst im 20. Jahrhundert entstanden. Kantor des Seelsorgebereichs war von 2001 bis 2013 Reinhard Kluth, seit 2013 ist dies Christoph Ritter.

### Pfarrer und Primizianten
Derzeitiger Pfarrer ist seit April 2000 Joachim Decker. Seine Vorgänger seit Errichtung der Kirche am Gertrudisplatz waren Winand Selbach (1898–1921), Oskar Tillmann (1921–1929), Karl Baums (1929–1937), Richard Ludewig (1937–1957), Paul Wistuba (1957–1977) und Anton Scheuß (1977–1999). St. Gertrud ist die Heimatgemeinde des Erzbischofs von Berlin, Heiner Koch, der am 14. Mai 2006 seine Bischofsprimiz als Kölner Weihbischof in der Gertrudiskirche zelebrierte.